# Lake Ripley
Lake Ripley és una concentració de població designada pel cens dels Estats Units a l'estat de Wisconsin. Segons el cens del 2000 tenia 1.603 habitants.

## Demografia
Segons el cens del 2000, Lake Ripley tenia 1.603 habitants, 656 habitatges, i 444 famílies. La densitat de població era de 320,7 habitants per km².
Dels 656 habitatges en un 31,3% hi vivien nens de menys de 18 anys, en un 57,5% hi vivien parelles casades, en un 7,6% dones solteres, i en un 32,3% no eren unitats familiars. En el 25,5% dels habitatges hi vivien persones soles el 8,1% de les quals corresponia a persones de 65 anys o més que vivien soles. El nombre mitjà de persones vivint en cada habitatge era de 2,44 i el nombre mitjà de persones que vivien en cada família era de 2,95.
Per edats la població es repartia de la següent manera: un 25% tenia menys de 18 anys, un 4,7% entre 18 i 24, un 30,7% entre 25 i 44, un 26,3% de 45 a 60 i un 13,3% 65 anys o més.
L'edat mediana era de 40 anys. Per cada 100 dones de 18 o més anys hi havia 99,3 homes.
La renda mediana per habitatge era de 51.420 $ i la renda mediana per família de 64.327 $. Els homes tenien una renda mediana de 40.521 $ mentre que les dones 27.500 $. La renda per capita de la població era de 25.692 $. Aproximadament el 4,5% de les famílies i el 6,6% de la població estaven per davall del llindar de pobresa.

## Poblacions més properes
El següent diagrama mostra les poblacions més properes.